# Grammia dione
Grammia dione är en fjärilsart som beskrevs av Fabricius 1775. Grammia dione ingår i släktet Grammia och familjen björnspinnare. Inga underarter finns listade i Catalogue of Life.